# Houard
Houard is een Belgisch historisch merk van fietsen en motorfietsen.
Joseph Houard produceerde vanaf 1888 fietsen, maar verkocht ook rijwielen van het merk FN.
In 1900 bouwde hij een Frans motortje in een van zijn frames, waarmee hij een van de eerste Belgisch motorfietsen maakte. Nadat hij zelf nog enkele exemplaren had gebouwd vroeg hij FN 100 van deze gemotoriseerde fietsen te produceren. Het kwam echter niet tot een grote productie van Houard-motorfietsen.
In plaats daarvan begon FN zelf met de productie van motorfietsen en bleef Houard ze in Gent en omstreken verkopen. Toch staat Houard te boek als motorconstructeur in 1901 en 1902. Zeker is dat ingenieur De Cosmo zijn eerste serie FN-motorfietsen baseerde op de modellen van Houard.